# Na kneipě (přírodní památka)
Na kneipě je přírodní památka ve vrcholových partiích Jizerských hor na katastru města Hejnice v okrese Liberec v Libereckém kraji. Oblast spravuje Agentura ochrany přírody a krajiny ČR – regionální pracoviště Liberecko.

## Předmět ochrany
Důvodem ochrany je zachování porostů, květeny a krajinných útvarů. Území přírodní památky je součástí evropsky významné lokality Jizerské smrčiny, chráněné krajinné oblasti Jizerské hory a stejnojmenné ptačí oblasti.